# Барабинск
Бара́бинск — город в России, административный центр Барабинского района Новосибирской области.
Образует муниципальное образование город Барабинск со статусом городского поселения как единственный населённый пункт в его составе. По традиционному административно-территориальному устройству: город областного значения.
Железнодорожная станция на Транссибирской магистрали. Барабинск является железнодорожным узлом.

## Этимология
Название по расположению в Барабинской низменности. Происхождение исходного названия местности Бараба связывают с названием одного из обитавших в этих краях сыбырских племён, которое, в свою очередь, возводят к личному имени родоначальника племени.

## История
Во время строительства Транссибирской магистрали болотистая местность вынудила проложить железную дорогу в стороне от города Каинск. В ближайшем к городу месте была построена железнодорожная станция «Каинск-Томский» (открыта в 1896), при которой возник посёлок служащих железной дороги.
Поселение быстро развивалось, и в 1911 году появился проект создания на основе пристанционного посёлка (население которого к тому моменту уже достигло 4 тысяч человек) города — «Алексеевска». На заседании губернского присутствия по крестьянским делам, состоявшемся 18 марта 1911 года, было постановлено «посёлок при станции „Каинск“ признать подлежащим обращению в безуездный город с упрощённым управлением», однако по не вполне понятным причинам изменения статуса не произошло. Лишь к концу 1916 года посёлок при станции «Каинск» стал безуездным городом Томской губернии, названный «Барабинск» по расположению на Барабинской низменности.
В 1920 году был издан первый номер газеты «Барабинский вестник», которая тогда называлась «Известия Барабинского революционного комитета».
В 1925 году в связи с образованием Сибирского края был упразднён Каинский уезд и образован Барабинский округ. Перенос административных структур из Каинска в Барабинск привёл к значительному приросту населения: если на 1 января 1927 года население Барабинска составляло 9 757 чел., то в 1930 году в городе проживало уже 15 081 чел.
30 июня 1930 года был образован Западно-Сибирский край, а 10 августа того же года был расформирован Барабинский округ и образован Барабинский район, в состав которого вошёл и город Каинск. В 1937 году была образована Новосибирская область, и Барабинский район перешёл в её состав.
Указом Президиума Верховного Совета РСФСР от 9.02.1944 № 43/101 Барабинск отнесён к категории городов областного подчинения. В 1957 году в его состав включён населённый пункт Новопокровка из Новогутовского сельсовета. В 1963 году в городскую черту вошла и деревня Новочерновая из Козловского совхоза.

## Физико-географическая характеристика

### География
Город расположен на юго-востоке Западно-Сибирской равнины, на Барабинской низменности, в 315 км к западу от Новосибирска.
Площадь Барабинска по данным на 2015 год — 69,48 км2.

### Климат
В Барабинске преобладает континентальный климат. Зимы холодные и длительные. Лето теплое и непродолжительное.
Самый теплый месяц Июль — средняя температура +19,2 градусов.
Самый холодный Январь — средняя температура −19 градусов. В начале ноября 2024 года температура в Барабинске впервые в ноябре повысилась до рекордных ноябрьских +12.3, на полтора градуса превысив прежний ноябрьский рекорд, поставленный незадолго до этого.  Самая низкая температура в декабре достигала почти -47, это едва не достигает минимума в Перми и едва ниже Екатеринбурга в ультраполярный заток холодных Карских воздушных масс в самом конце 1978 года и ровно на 2 и 2.2 С ниже абсолютных минимумов февраля и января в Барабинске, в январе и феврале также вероятна температура как минимум до -45 С, при этом в апреле уже возможна жара выше +28, а теоретически и выше +29 до мая. 

Среднее годовое количество осадков составляет 350 мм.
| Показатель                                | Янв.  | Фев.  | Март  | Апр.  | Май   | Июнь | Июль | Авг. | Сен. | Окт.  | Нояб. | Дек.  | Год   |
| ----------------------------------------- | ----- | ----- | ----- | ----- | ----- | ---- | ---- | ---- | ---- | ----- | ----- | ----- | ----- |
| Абсолютный максимум, °C                   | 3,5   | 3,5   | 8,8   | 28,3  | 33,0  | 37,6 | 37,8 | 35,5 | 32,9 | 23,9  | 12,3  | 7,0   | 37,8  |
| Средний суточный максимум, °C             | −14,9 | −13,4 | −5,7  | 6,1   | 16,7  | 23,1 | 24,9 | 21,9 | 16,1 | 6,2   | −5,2  | −12   | 5,4   |
| Средняя температура, °C                   | −19,1 | −18,2 | −10,9 | 1,1   | 10,3  | 16,8 | 19,1 | 15,8 | 9,7  | 1,7   | −9,1  | −16,4 | 0,2   |
| Средний суточный минимум, °C              | −24   | −22,9 | −16,6 | −4,2  | 4,0   | 10,1 | 12,7 | 10,1 | 4,7  | −2,5  | −13,3 | −21,2 | −5,2  |
| Абсолютный минимум, °C                    | −44,7 | −44,9 | −41,2 | −29,5 | −10,7 | −3,3 | 2,7  | −2,1 | −8   | −25,1 | −41,7 | −46,9 | −46,9 |
| Норма осадков, мм                         | 16,1  | 11,9  | 12,4  | 18,9  | 29,8  | 45,3 | 68,8 | 49,3 | 36   | 31,3  | 26,1  | 20,2  | 365   |
| Источник: Thermo Karelia.Ru World Climate |       |       |       |       |       |      |      |      |      |       |       |       |       |

## Экономика

### Промышленность
Первое промышленное предприятие в Барабинске — швейная фабрика, открытая в 1937 году. Её первым директором стал Степан Яцко.
В августе 1958 года начал действовать завод № 3 Минсвязи СССР, с 1959 года по Госплану развития завод начал реконструироваться. Завод занимался изготовлением оборудования для почтовой связи. В соответствии с постановлением Совмин СССР в 1966 году государственному союзному заводу было присвоено новое наименование — Барабинский союзный завод «Промсвязь». В 1992 году завод был преобразован в ОАО «Связист», с августа 2012 года — ООО «Завод Сибпромсвязь».
- «Комбикормовый завод»
- Молзавод
- ПО «Бараба»
- ЗАО Пищекомбинат «Барабинский»
- ООО «Барабинские мясопродукты»
- ООО «Живое пиво»

### Торговые предприятия
- ОАО «Барабинский Торг»
- ООО «Меридиан» Рынок «Торговый двор»
- ООО «Сибтерра» Торговый центр «АВАНГАРД»

### Транспортные предприятия
- Железнодорожная станция Барабинск на Транссибирской магистрали;
- Железнодорожный вокзал Барабинск;
- Производственный участок ТРПУ-8;
- Локомотивное эксплуатационное депо ТЧЭ-3;
- Барабинская дистанция пути;
- Барабинская дистанция электроснабжения;
- Барабинская дистанция централизации сигнализации и блокировки;
- другие железнодорожные предприятия, являющиеся структурными подразделениями ОАО «РЖД»;
- Сервисное локомотивное депо Барабинск ООО «ЛокоТех-Сервис» СЛД-66;
- Вагонное ремонтное депо Барабинск АО «ОМК СТАЛЬНОЙ ПУТЬ»;
- Грузовая железнодорожная ветка в Куйбышев;
- Все железнодорожные предприятия является градообразующей частью г. Барабинска.

## Население
| 1897    | 1926    | 1931    | 1959    | 1967    | 1970    | 1979    | 1989    | 1992    | 1996    |
| ------- | ------- | ------- | ------- | ------- | ------- | ------- | ------- | ------- | ------- |
| 1900    | ↗9800   | ↗14 600 | ↗40 878 | ↘38 000 | ↘37 274 | ↗37 286 | ↘36 501 | ↘36 400 | ↗36 600 |
| 1998    | 2001    | 2002    | 2003    | 2005    | 2006    | 2007    | 2008    | 2009    | 2010    |
| ↘36 500 | ↘36 200 | ↘32 501 | ↘32 500 | ↘31 700 | ↘31 200 | ↘31 173 | ↘30 400 | ↗30 409 | ↘30 394 |
| 2011    | 2012    | 2013    | 2014    | 2015    | 2016    | 2017    | 2018    | 2019    | 2020    |
| ↗30 400 | ↘30 142 | ↘29 895 | ↘29 714 | ↘29 530 | ↘29 307 | ↘29 122 | ↘28 941 | ↘28 786 | ↘28 704 |
| 2021    |         |         |         |         |         |         |         |         |         |
| ↘27 648 |         |         |         |         |         |         |         |         |         |

На 1 января 2025 года по численности населения город находился на 529-м месте из 1124 городов Российской Федерации.

## Образование
- МБОУ «Средняя общеобразовательная школа № 2»
- МКОУ «Средняя общеобразовательная школа № 47»
- МКОУ «Средняя общеобразовательная школа № 1»
- МБОУ «Лицей № 3»
- МБОУ «Средняя общеобразовательная школа № 92»
- МБОУ «Средняя общеобразовательная школа № 93»
- ЧОУ «Школа-интернат № 18» ОАО «РЖД»
- ЧДОУ «Детский сад № 161» ОАО «РЖД»
- Барабинский филиал Новосибирского колледжа транспортных технологий им. Н. А. Лунина
- Барабинский филиал Новосибирского областного колледжа культуры и искусств
- ГАПОУ НСО «Барабинский медицинский колледж»

## Здравоохранение
- НУЗ «Узловая больница на ст. Барабинск» ОАО «РЖД»
- ГБУЗ «Барабинская Центральная Больница»

## Достопримечательности
- Водонапорная башня — гидротехническое сооружение на железнодорожной станции Барабинска, построенное в 1912—1915 годах. Памятник архитектуры регионального значения[36].
- Памятник А. С. Пушкину — монумент из белого камня. Высота — около 2 м. Предположительное время создания — 2000-е годы[37].
- Памятник В. И. Ленину — монумент, установленный на площади города . Имеет множество слухов о доставке в город .

## Уроженцы
- Марченко Анатолий Тихонович — диссидент.
- Родин Валерий Фёдорович — кинорежиссёр.
- Ирина Нельсон — российская певица, солистка группы REFLEX.
- Назаров Георгий Иванович — математик, доктор физико-математических наук, профессор, в 1950—1960-х декан механико-математического факультета Томского университета.
- Андреев Владимир Иванович — заместитель генерального прокурора СССР.
- Савчук, Валерий Иванович (1905—1960) — советский военачальник, гвардии генерал-майор.
- Федоров Леонид Тимофеевич (1921—1963) — скульптор. Его работы выставлены в Государственном музее искусств Республики Казахстан им. А. Кастеева. участник Великой Отечественной войны